# HIStory4—近距離愛上你
《HIStory4—近距離愛上你》（英語：HIStory4 - Close to You）為HIStory系列的第四季，是2021年由臺灣LINE TV製作的BL偶像劇。該季僅有一個單元，於2020年11月開鏡，由陳怡妤導演執導，涂善存和陳立安以及安俊朋和林嘉威分別飾演兩組同性情侶，故事以辦公室戀情為主題。

## 紀事
- 2020年11月公布開拍第四季《近距離愛上你》單元以及主演名單。[1]
- 2021年1月初殺青。

## 播出時間

### 網路
| 頻道    | 所在地        | 單元         | 播映日期               | 播出時間                 |
| ------- | ------------- | ------------ | ---------------------- | ------------------------ |
| LINE TV | 臺灣          | 近距離愛上你 | 2021年3月14日－5月16日 | 每週日 21:00（連播兩集） |
| viu     | 香港 · 新加坡 | 近距離愛上你 | 2021年3月14日－5月16日 | 每週日 21:00（連播兩集） |

### 電視
| 頻道          | 所在地 | 單元         | 播映日期               | 播出時間             |
| ------------- | ------ | ------------ | ---------------------- | -------------------- |
| EYE TV 戲劇台 | 臺灣   | 近距離愛上你 | 2022年5月28日－7月30日 | 每週六 21:00 - 22:00 |

## 演員
| 演員   | 角色       | 介紹 |
| 安俊朋 | 葉幸司     | 巨蟹座，婚顧公司「MUSE Wedding」設計部創意總監。 活脫脫暖男一枚，有一顆體貼的心，是個很好的聆聽者。從國中知道自己的性向後，就欣然接受這樣的自己，只是礙於父親，這個秘密一直藏在心底。而他萬萬沒有想到，繼母帶來的弟弟傅永傑，竟然喜歡上自己?!                                                         |
| 涂善存 | 蕭立呈     | 牡羊座，婚顧公司「MUSE Wedding」業務部一組經理。 豪爽開朗，不喜歡鑽牛角尖。為了追求青梅竹馬劉美芳，假裝暗戀好友藤沐仁，卻在過程中意外對好友藤沐仁心動！弄清楚自己真正的心意之後，就很乾脆地接受，完全不拖泥帶水的展開追求，是個很有行動力的男人！                                                     |
| 陳立安 | 藤沐仁     | 處女座，婚顧公司「MUSE Wedding」業務部二組經理。 個性沈穩，內斂睿智，像是個高冷貴公子，也是女同事們愛慕的對象。為幫助好哥們蕭立呈追求青梅竹馬，一不小心卻被哥們愛上、熱烈追求！但最讓他錯愕的，竟是自己不但不討厭，甚至也有點⋯蠢蠢欲動？！                                                            |
| 林嘉威 | 傅永傑     | 天蠍座，醫學院學生。 個性冷淡，有些腹黑，認定目標就義無反顧。造就這樣個性的原因，在年幼時父親驟逝與母親在親戚間寄住讓他看清了人情冷暖。一直到十歲時媽媽再嫁，遇到繼兄葉幸司，他經年累月的愛上這個溫柔的男人，並設法一步步瓦解葉幸司的心防⋯                                                            |
| 紀欣伶 | 劉美芳     | 婚顧公司「MUSE Wedding」設計部職員，葉幸司的下屬。 上班族，也是一名腐女，是蕭立呈兒時的初戀對象。 個性活潑直率、腦洞很寬，腐雷達神準的腐女一枚！她認為BL是最純粹且真實的愛情展現，所以當她嗅出蕭立呈和藤沐仁兩大男神的火花後，就決定要奉獻一己之力，助攻有情人終成眷屬！！ 第三季《那一天》登場人物。 |
| 汪建民 | 葉智輝     | 葉幸司的父親，傅永傑繼父，李晴芳的丈夫 |
| 陳婉婷 | 李晴芳     | 傅永傑的母親，葉幸司繼母，葉智輝的妻子 |
| 廖怡裬 | 王姊       | 婚顧公司「MUSE Wedding」設計部總監助理，同時也是最資深的腐女。 |
| 林埈永 | 高副總     | 婚顧公司「MUSE Wedding」副總經理 |
| 陳蘊予 | 許少芬     | 婚顧公司「MUSE Wedding」設計部職員，視劉美芳為眼中釘；後和解。 |
| 林貫易 | Dan        | 婚顧公司「MUSE Wedding」設計部職員 |
| 李星鏴 | Zoe        | 婚顧公司「MUSE Wedding」業務部二組職員 |
| 林帥甫 | 俊偉       | 婚顧公司「MUSE Wedding」業務部一組職員 |
| 陳怡叡 | Gill       | 蕭立呈的大學同學 |
| 高爾賢 | Frank      | 葉幸司的大學同學 |
| 祐琋   | 設計部同事 | |
| 陳祥瑛 | 設計部同事 | |
| 李泰君 | 業務部同事 | |
| 孔祥豪 | 業務部同事 | |
| 甘曉涵 | 業務部同事 | |
| 偉恩   | 業務部同事 | |
| 吳珍珍 | 女上司     | |
| 夏漢君 | 男上司     | |
| 劉韋辰 | 孫博翔     | 蕭立呈的學弟，盧志剛的男友，後來結婚 第三季《那一天》主要角色。 |
| 張瀚元 | 盧志剛     | 孫博翔的男友，後來結婚 第三季《那一天》主要角色。 |
| 石承鎬 | 高群       | 孫博翔人仁高中時期的同學 第三季《那一天》出場角色。 |
| 夏 恩  | 夏恩       | 孫博翔人仁高中時期的同學 第三季《那一天》出場角色。 |
| 夏 得  | 夏得       | 孫博翔人仁高中時期的同學 第三季《那一天》出場角色。 |

## 戲劇歌曲
| 曲別   | 歌名           | 演唱者   | 作詞                 | 作曲     |
| 主題曲 | 兜轉           | 陳勢安   | 洪健瑞               | 林軒羽   |
| 片尾曲 | 看不見的傷最痛 | GJ蔣卓嘉 | 城旭遠               | GJ蔣卓嘉 |
| 插曲   | 唯一想了解的人 | 陳勢安   | 都智文、陳天佑       | 都智文   |
| 插曲   | 遺失的靈魂     | 陳勢安   | 洪健瑞               | 佳旺     |
| 插曲   | 愛的數學家     | GJ蔣卓嘉 | 李玟萱               | JerryC   |
| 插曲   | 遠距離         | GJ蔣卓嘉 | 徐若瑄 RAP：GJ蔣卓嘉 | GJ蔣卓嘉 |
| 插曲   | 這首歌屬於你   | 涂善存   | 涂善存               | 涂善存   |

## 製作團隊
- 導演：陳怡妤
- 總監：彭佳苹
- 製作人：彭佳苹
- 編劇：邵慧婷、藍今翎
- 攝影師：楊翔宇
- 燈光師：孫御凱
- 美術指導：張文耀
- 剪接師：呂巧思、陳泓屹
- 製作公司：巧克科技新媒體股份有限公司

## 外部連結
- HIStory的Facebook專頁
- HIStory的Instagram帳戶
- 互联网电影数据库（IMDb）上《HIStory》的资料（英文）